# SN 2009hq
SN 2009hq – supernowa typu II-P odkryta 30 lipca 2009 roku w galaktyce NGC 4152. W momencie odkrycia miała maksymalną jasność 15,50m.